# فردریک یکم، پادشاه دانمارک
فردریک یکم دانمارک (انگلیسی: Frederick I of Denmark؛ ۷ اکتبر ۱۴۷۱ – ۱۰ آوریل ۱۵۳۳) پادشاه دانمارک و نروژ بود.